# Юкагироведение
Юкагироведение — комплексная гуманитарная наука, направленная на изучение юкагиров и юкагирских языков. Решение вопрос происхождения юкагиров важно для понимания этнической истории многих народов Северной Азии и Америки, поэтому эти исследования являются значимым направлением североведения.
Первые упоминания о юкагирах появляются в русских ясачных книгах XVII века. Основоположником научного юкагироведения стал выдающийся северовед Вениамин Ильич Иохельсон (1855—1937). Создателем азбуки и составителем первого академического словаря является Президент Союза юкагиров России доктор филологических наук Гаврил Николаевич Курилов — заведующий сектором палеоазиатской филологии Института гуманитарных исследований и проблем малочисленных народов Севера.
Центры юкагироведения:
- Институт гуманитарных исследований и проблем малочисленных народов Севера СО РАН (ИГИиПМНС СО РАН). Адрес: г. Якутск, ул. Петровского, 1.
- Институт проблем малочисленных народов Севера СО РАН. 677027, Якутск-27, ул. Сосновая, д. 4.

Юкагироведы
- Иохельсон, Владимир Ильич (1855—1937)
- Крейнович, Ерухим Абрамович (1906—1985)
- Улуро Адо (Гаврил Николаевич Курилов) (1938) — юкагирский поэт, прозаик, публицист, драматург, переводчик и педагог, учёный-лингвист и этнограф, д.ф.н.